# Área natural protegida Paso Córdova

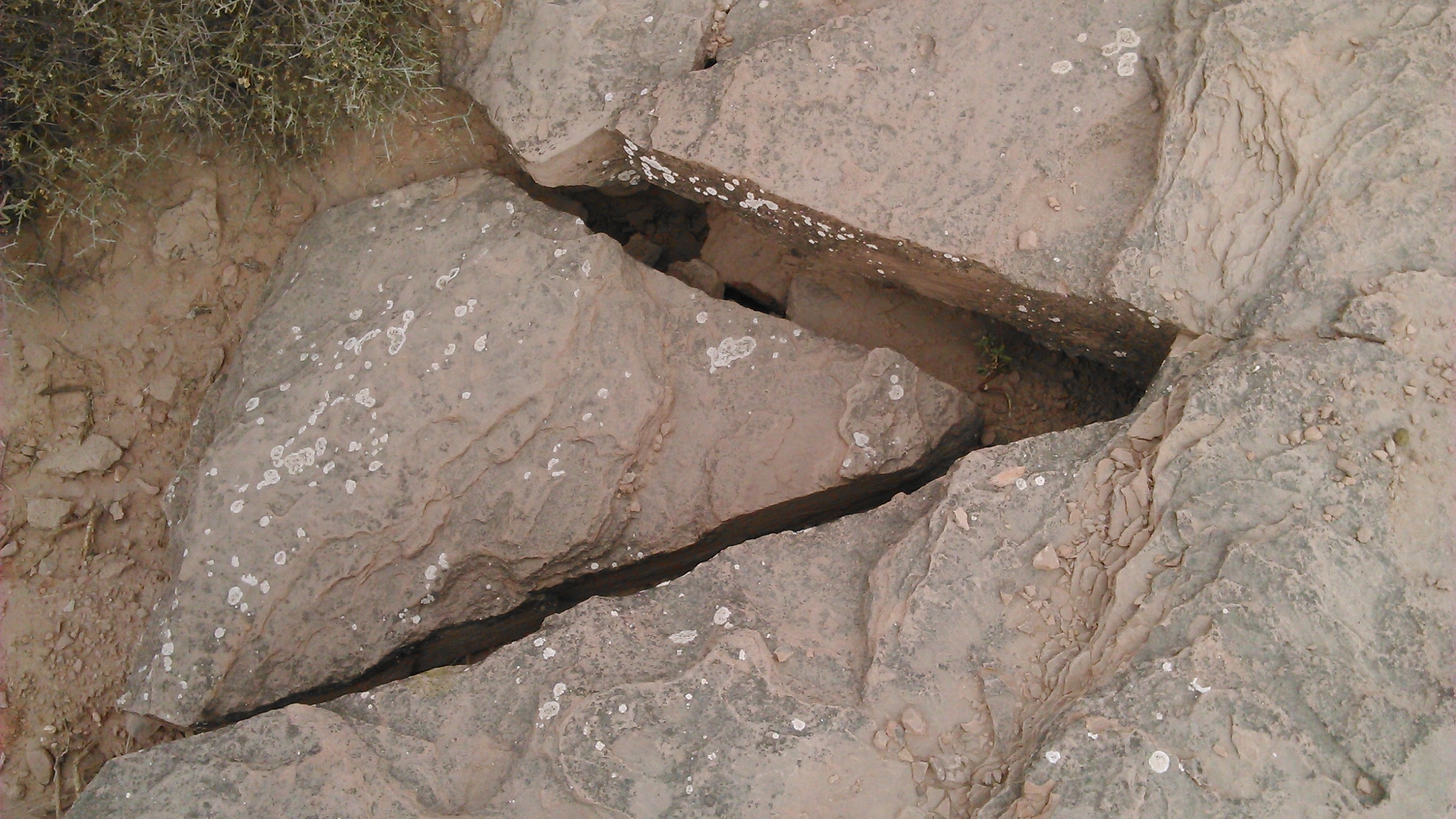
Fotografía tomada de la barda sur de General Roca, Río Negro

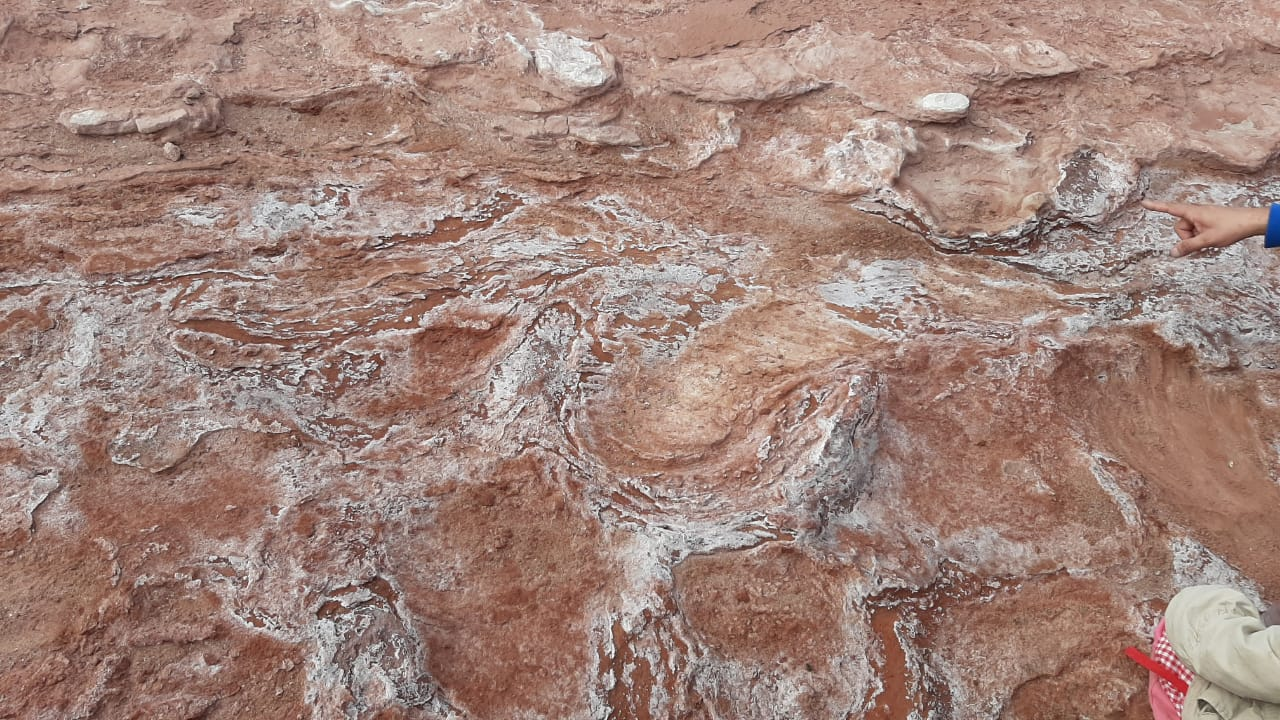
Huellas del cretácico

El área protegida Paso Córdova está ubicada en el departamento General Roca, al norte de la provincia de Río Negro, en la Patagonia argentina. Fue creada con el objeto de preservar el ambiente natural al sur del río Negro, destinándolo a actividades educativas, científicas y recreativas.

## Características generales
El área protegida fue creada en el año 1997 mediante la ordenanza municipal 2583/97, que estableció la protección sobre la totalidad de la superficie del ejido municipal de General Roca.

Está ubicada en torno a la posición 39°06′43″S 67°37′35″O / -39.11194, -67.62639 e incluye un sector del valle del río Negro y las barrancas, terrazas fluviales y playas de la banda sur. Una zona del área protegida conocida como «Valle de la Luna Rojo», —nombre asignado por su similitud con algunos de los paisajes que se encuentran en el Parque provincial Ischigualasto—, presenta formaciones del cretácico.

El plan de manejo del área fue aprobado en el año 2001 mediante la ordenanza municipal n.º 3454 e incluye un detalle de las actividades y acciones específicamente prohibidas en el ámbito del área protegida, fortaleciendo los objetivos iniciales de su creación.
El área pertenece al ambiente de monte de llanuras y mesetas, compartiendo características ambientales con la ecorregión estepa patagónica.

## Flora y fauna
La cobertura vegetal del área protegida no se distingue de la que es característica de las ecorregiones a las que pertenece. En las cercanías del cauce del Río Negro aparecen sauces criollos (Salix humboldtiana) y varios tipos de arbustos como zampas (Atriplex lampa), jarillas (Larrea divaricata), alpatacos (Prosopis alpataco), alagartos (Troncosoa seriphioides) y neneos (Mulinum spinosum), alternando con pastizales de gramíneas principalmente de especies de Stipa y Poa.
La región se caracteriza por la riqueza ornitológica, ya que es el hábitat de un gran número de especies de ambiente terrestre o acuático, entre estas últimas biguás	(Phalacrocorax brasilianus); varias garzas como la bruja (Nycticorax nycticorax), la mora (Ardea cocoi) y la blanca (Ardea alba); cisnes cuello negro (Cygnus melancoryphus) y varias especies de patos como el overo (Anas sibilatrix), el colorado (Anas cyanoptera), el llamado "cuchara" (Anas platalea), el maicero (Anas georgica) y el barcino (Anas flavirostris).

Los pájaros cantores están ampliamente representados. Solo entre los vistosos ejemplares de la familia Thraupidae, existen registros de observaciones de naranjeros (Pipraeidea bonariensis), comesebos andinos (Phrygilus gayi), yales negros (Phrygilus fruticeti), yales carboneros (Phrygilus carbonarius), diucas comunes (Diuca diuca), monteritas canela (Poospiza ornata), jilgueros dorados (Sicalis flaveola), mistos (Sicalis luteola) y cardenales comunes (Paroaria coronata).

## Paleontología
Las barrancas casi verticales que limitan el valle —también llamadas bardas—, dejan al descubierto afloramientos rocosos con importantes yacimientos fósiles donde se encontraron los restos Antarctosaurus wichmannianus, numerosos ejemplares de los cocodrilos Notosuchus y Comahuesuchus, restos de serpiente del género Dinilysia, emparentada lejanamente con las boas, algunas tortugas cuya especie no está determinada, pero que se sabe que pertenecen a los subórdenes Cryptodira y Pleurodira, además de mamíferos asignados a las familias Leontiniidae, Hegetotheria y Adinotherium. También se registran varios niveles de paleosuelos con abundantes rizolitos. En la zona conocida como Valle de la Luna Rojo se han encontrado fósiles de moluscos marinos.

## Puntos de interés
- Valle de la Luna Rojo: Es una pequeña zona delimitada dentro del área protegida donde está vedado el ingreso a cualquier tipo de vehículos dado que el entorno es de alta fragilidad. El paisaje carece casi por completo de vegetación y está constituido por lomas, colinas y geoformas de variados colores producto de areniscas, arcillitas y yeso del período Cretácico.[7]
- Cañadones rojos: Espacios habilitados para caminatas y cabalgatas, donde no se permite el ingreso de ningún tipo de vehículos.[8]
- Valle de la Luna Amarilla: Zona caracterizada por su sedimento blancuzco con alto porcentaje de ceniza volcánica. Se pueden observar paleocauces (antiguo brazo del Río Negro relleno por sedimentos modernos), cañadones y huellas de dinosaurios.

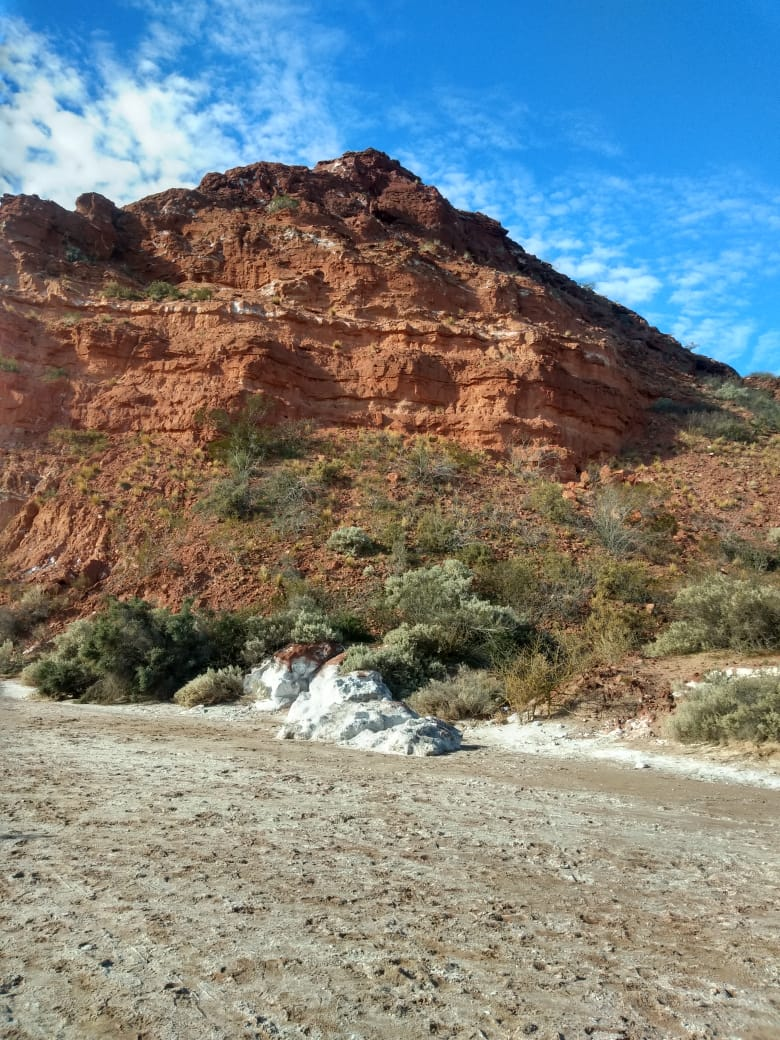
Bardas de Paso Córdova

- Bardas de Paso Córdova Bardas: Permiten realizar observaciones geológicas e incluso apreciar espacios con presencia de fósiles. desde el punto de vista de la conservación, son sumamente frágiles. En algunos sitios delimitados, se realizan algunas actividades deportivas como el ciclismo.[8]
- Mirador Tres Cruces: Punto panorámico desde el cual se puede observar el curso del río Negro y parte de su valle, la meseta y la ciudad de General Roca.[9]

## Amenazas
El plan de manejo aprobado en el año 2001 presentó, con el correr del tiempo, algunas falencias en cuanto a su implementación al no hacerse efectivos algunos de sus puntos, por ejemplo el financiamiento. Esto impactó negativamente en las medidas de supervisión y control y en el mantenimiento general del área.
Otro punto particularmente sensible es la introducción de especies exóticas. En el área de Paso Córdova, el jabalí introducido con fines cinegéticos, por ejemplo, impacta fuertemente sobre las especies de aves de hábito terrestre.
En el área se realizan actividades deportivas y competencias que implican el uso de vehículos —enduro, motocross, areneros, cuatriciclos, etc.— que pueden llegar a resultar destructivas del entorno por el deterioro de los suelos, la eliminación de la flora autóctona y la contaminación sonora.